# Вимушена посадка

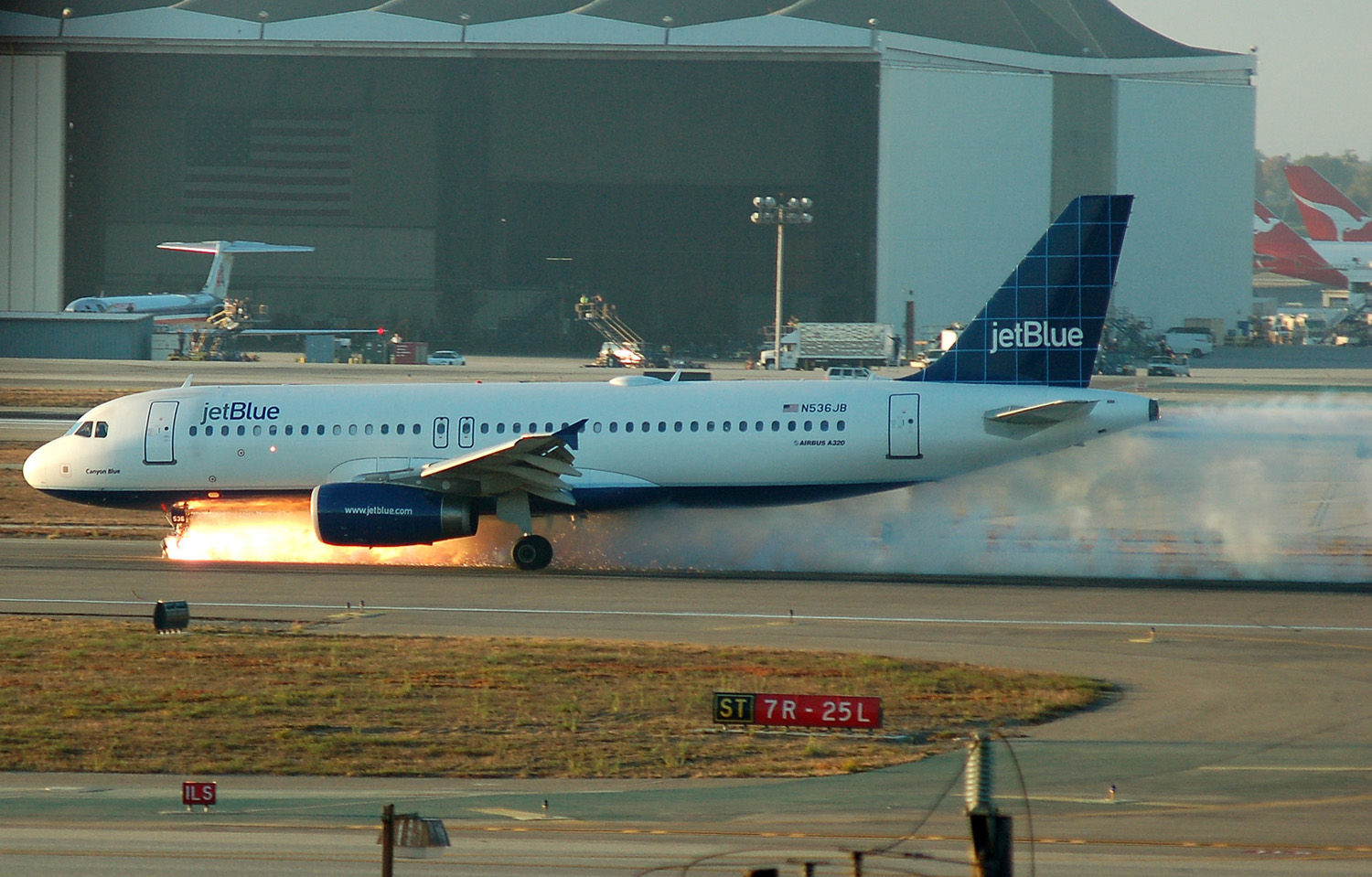
Аварійна посадка аеробуса A320 в Лос-Анджелісі через несправність передньої стійки шасі

Вимушена посадка — посадка повітряного судна на аеродромі або поза ним, з причин, що не дозволяє виконати політ відповідно до плану. Посадка на запасному аеродромі вимушеною посадкою не є. Перед вимушеною посадкою подається повідомлення про аварію на аварійних частотах, проводиться включення сигналів «лихо» і «аварія» на апаратурі впізнання і відповідача УВС, включаються аварійні маяки. 